# مائدا توشی‌ناگا (۱۵۷۸)
مائدا توشی‌ناگا ((به ژاپنی: 前田利政 Maeda Toshimasa); ۱ ژانویهٔ ۱۵۷۸ – ۱۸ اوت ۱۶۳۳) یک دایمیو در دوره سنگوکو و دوره ادو دومین پسر مائدا توشی‌ایه و مائدا ماتسو بود. وی پس از مرگ پدرش ۲۱۵٬۰۰۰ ککو در ولایت نوتو دریافت کرد. در نبرد سکیگاهارا در جبهه ضد توکوگاوا ایه‌یاسو قرار گرفت اما برادر بزرگترش مائدا توشیناگا از توکوگاوا ایه‌یاسو طرفداری کرد. در پی این بحران در خاندان مائدا مادرش مائدا ماتسو به عنوان گروگان به قلعه ادو فرستاده شد.

## بررسی اجمالی
اکتبر ۱۵۹۹. پس از مرگ تویوتومی هیده‌یوشی، توکوگاوا ایه‌یاسو، که برای ترساندن متحدان تویوتومی همچنان در قلعه اوساکا می‌ماند، مائدا توشیناگا از کاگا (کانازاوا) را به عنوان «مظنون به شورش» تحت فشار قرار داد و او را مجبور به تسلیم کرد.
توشیناگا دست نشانده خود را به اوساکا فرستاد و توضیح داد که قصد شورش ندارد. او چاره ای نداشت جز اینکه با فرستادن مادرش مائدا ماتسو به عنوان گروگان به ادو موافقت کند.